# Billel Ouali
Billel Ouali, né le 15 mai 1987 à M'Sila en Algérie, est un footballeur algérien évoluant au poste de milieu de terrain.

## Palmarès
- JSM Béjaïa
  - Vice-champion d'Algérie en 2012

- MC Alger
  - Vainqueur de la Coupe d'Algérie en 2014
  - Finaliste de la Coupe d'Algérie en 2013
  - Vainqueur de la Supercoupe d'Algérie en 2014